# Terentianus Maurus
Terentianus Maurus (terenciánusz maurusz) (2. század vége), késő római stiliszta, grammatikus.
Az észak-afrikai Mauretaniából származott. Idősebb korában Caesius Bassus nyomán három metrikáról szóló verses tankölteményt írt, melyet a hagyományozódás során tévesen egy műben (De litteris, syllabis, metris) egyesítettek. A munka kifejezetten iskolai használatra készült poema memoriale. A műveket fiának, Bassinusnak, és vejének, Novatusnak ajánlotta. Ügyes verselő volt, saját metrikai ismeretei azonban csekélyek.

## Művei

### De litteris (Abetűkről)
A mű a betűk kiejtéséről szól 278 szótadészi verssorban.

### De syllabis (A szótagokról)
A munka a betűk és a szótagok metrikus minőségét vizsgálja.

### Idézetek
- („Pro captu lectoris) habent sua fata libelli.” A könyveknek is megvan a maguk sorsa (, ami az olvasó felfogóképességétől függ, vagyis a könyvek sorsa attól függ, hogyan érti őket az olvasó).

Rövid megjegyzés tankönyvéről és annak jelentőségéről:
- „Forsitan hunc aliquis verbosum dicere librum

non dubitet; forsan multo praestantior alter
pauca reperta putet, cum plura invenerit ipse;
deses et impatiens nimis haec obscura putabit:
pro captu lectoris habent sua fata libelli.
sed me iudicii non paenitet: haec bene vobis
commisi, quibus est amor et prudentia iuxta,
et labor in studiis semper celebratus inhaeret:
vos sequar, in vestro satis est examine cautum.”
Talán nem haboznak egynéhányan könyvemet szószátyárnak nevezni; talán valaki más, nálam sokkal okosabb mondhatná, hogy kevés új dolog van benne, mert maga is jóval többet talált ennél; a rest és türelmetlen talán túl homályosnak találja, minden könyv sorsa az olvasó felfogóképességétől függ. De én nem félek az ítélettől: hiszen munkámat rátok bíztam, akik okosak és kedvesek vagytok, s nagy szorgalommal folytatjátok tanulmányaitokat. Titeket akarlak követni, előttetek biztosan jól vizsgázik a könyv.
(A De syllabis vége: 1282-1290. sor)

### De metris (A versmértékekről)
Négy fejezetből álló mű. Kiindulása a daktilikus hexameter és a jambikus trimeter, ezekből vezeti le a többi mértéket. Befejezésül a horatiusi versmértékeket tekinti át. Ld. még Poetae novelli.

## Utóélet
Műveiből Aphtoniosz, Marius Victorinus Afer, majd később Sevillai Szent Izidor, Beda Venerabilis és Clemens Scottus merített. A késő antikvitásban sokat olvasott költemények egyetlen kézirata a középkorban elveszett, és csak 1493-ban került újra elő. Ennek eredményeként adták ki 1497-ben  Milánóban az editio princepset.

## Kiadások
- Lennep, David Jacob van (Utrecht, 1825) – kommentárok: Santen, Kolff, Jacques van
- Lachmann, Karl (Berlin, 1836)
- Gaisford (1855) – Hephaistonnal együtt
- Keil, H.: Grammatici Latini (Lipcse, 1874, 6. kötet, 313-413.)